# Göddered-Hakered
Göddered-Hakered är ett naturreservat i Rödbo socken i Göteborgs kommun i Bohuslän.
Reservatet ligger på nordligaste delen av Hisingen och gränsar till naturreservatet Göta och Nordre älvs dalgångar. Där finns omväxlande lövskogar, åkrar, ängar och betesmarker. Där finns en större bokskog.
Inom området finns 15 fornlämningar. På många ställen växer blåsippor. I hagar finns arter som smörbollar, gullviva och stor blåklocka. Där finns även ovanliga arter som stiftklotterlav och svampen cinnobermussling. Genom reservatet går flera små vägar och stigar. Naturreservatet ingår i Program för skydd av tätortnära naturområden i Göteborgsregionen. 
Området är skyddat sedan 2012 och omfattar 135 hektar. Det förvaltas av Länsstyrelsen i Västra Götalands län.